# 公序良俗
公序良俗（こうじょりょうぞく）とは、公の秩序又は善良の風俗の略であり、これに反する法律行為は無効とされる。
「善良の風俗」という言葉の響きから、「風紀紊乱」の意味で誤用される場合も多い。例えばカラオケボックスの個室内に、「公序良俗に反する使用をしないでください」などと書かれていたりする。これは「個室内で風紀を乱す行為をしないでください」という意味で「公序良俗」を使用しているとみられるが、本来は誤った使い方である。
ローマ法以来、すべての法制の認めるところであるが、個人意思の絶対を尊重する法制の下においては、個人意思を制限する例外としての地位を与えられたにすぎない。現在においては、すべての法律関係は、公序良俗によって支配されるべきであり、公序良俗は、法律の全体系を支配する理念と考えられる。

## 日本法における公序良俗

### 意義
民法第90条は「公の秩序又は善良の風俗に反する法律行為は、無効とする。」としている。公序良俗は、契約の有効性を論じるときに、その社会的妥当性を判断する基準となる。
公の秩序は国家および社会の一般的利益を、善良の風俗は社会の一般的倫理をそれぞれ意味する。しかし両者は一体的に扱われるべきであり、両者を厳密に区別する実益はないとされている。裁判にあたっても、公序に反するか良俗に反するか、そのいずれであるかを決定する必要はない。
なお、民法の一部を改正する法律（平成29年法律第44号）による改正前の民法90条は「公の秩序又は善良の風俗に反する事項を目的とする法律行為は、無効とする。」という条文だった。しかし、公序良俗に反するか否かを判断するときは、法律行為の内容に限らず、法律行為のプロセスも考慮に入れる必要があるとの運用がなされてきたことが反映され、「事項を目的とする」の文言が削られた。

### 類型
90条のような解釈の余地の大きい漠然とした要件を持った規定は、非常に柔軟で妥当な解決を可能にするが、他方、要件が抽象的になればなるほど、その適用の際に裁判官の主観的な判断によって結論が左右される危険性が大きくなる。しかし90条に関しては、今日では判例の蓄積により公序良俗の内容も相当に固まってきている。大きく分けると、当事者の不利益よりも社会規範への抵触（反社会性）に着目する類型（1~4）と、一方当事者に生ずる被害や権利侵害を問題とする類型（5~7）、これらと視点を異にする問題（8）がある。
1. 犯罪にかかわる行為
犯罪を犯す対価として金を与える契約、犯罪をしないことの対価として金を支払わせる契約などは私法上も無効である。
2. 取締規定に反する行為
特定の取引を禁止する取締規定違反についても、取締規定を効力規定と解するのではなく、90条の問題とされることが多い。それにより、違反が軽微であるかどうか、当事者は違法であることを認識していたか、取引の安全は害されるか、取締規定の目的は達せられるか、などの具体的事情を考慮して判断する。
例として、食品衛生法で禁止されている硼砂の混入したアラレを販売した事案（最一小判昭和39年1月23日民集18巻1号37頁）、不正競争防止法・商標法に違反してアメリカ・ポロ社のメンズウェアの類似商品を販売した事案（最一小判平成13年6月11日集民202号433頁）では、違法行為をあえて行ったという当事者の主観的要素を考慮して無効とした。
3. 人倫に反する行為
婚姻秩序・性道徳に反する契約は無効とされる。たとえば、売春契約はその典型である。
4. 射幸行為
実際に問題となるのは博打にまつわる金銭の貸借である。賭け金の支払を請求することなどはもちろん認められないが、賭博をするための資金を貸す場合のみならず、賭博後の弁済資金を貸すことも、賭博をなすことを容易にするから、公序良俗に反するとした（大判昭和13年3月30日民集17巻578頁）。
5. 自由を極度に制限する行為
「前借金無効判決」（最二小判昭和30年10月7日民集9巻11号1616頁）では、16歳にも達しない少女が酌婦として稼働する旨の契約、およびこれに伴う金銭消費貸借契約・連帯保証契約（芸娼妓契約）について、契約全体を無効とし、金銭の消費貸借についても不法原因給付を適用して、返還請求も認めないとした。
従前の判例（大判大正7年10月2日民録25輯195頁及び大正10年9月29日民録27輯1774頁）は、芸娼妓として稼働する部分と金銭消費貸借の部分とを区分し、前者は無効であるが後者は前者と不可分であれば無効、そうでなければ有効としてきた。しかしこの立場に立つ以上、抱え主は悪くとも借金は取り戻せるから、結果として娘の売買は減らなかった。この判例変更は、人身売買を一切許さないという毅然とした態度を表明したものといえる。
6. 暴利行為または不公正な取引行為
他人の無思慮・窮迫に乗じて不当な利益を得る行為（暴利行為）は無効とされる。例えば過大な利息をとる行為である。その後、取引の類型が多様化し、とりわけ、消費者保護の目的で、不当な内容ないし取引態様の契約（不公正な取引行為）を無効とする事例が増えている。いわゆる霊感商法・原野商法などはその例で、契約内容のみならず、契約締結に至る勧誘行為まで含めて、全体として公序良俗に反するという評価がなされる。
7. 個人の尊厳・男女平等などの基本権に反するもの
個人の平等に対する権利を侵害する公序良俗の事例として、企業の定年制における男女差別が無効とされたものがある（最三小判昭和56年3月24日民集35巻2号300頁、いわゆる日産自動車事件）。この事例では、憲法14条の問題でもあるが、直接には民法90条により無効としている。このように、憲法上の権利保障が、民法90条を媒介として私法上も効力を発揮する事例が見られる。
8. 動機の違法
契約内容ではなく契約の動機にのみ違法性が存在している場合に、契約の効力に影響するかという問題がある。特に、一方当事者にのみ違法な動機があるとき、相手方の取引の安全の保護が問題となる。例えば、殺人の目的で出刃包丁を買う契約をした場合、売買契約は有効かという問題である。

## 英米法におけるパブリック・ポリシー
公序良俗は英米法ではパブリック・ポリシーの原則（public policyまたはpolicy of the law）がこれに相当する。パブリック・ポリシーとは、何人も公共の利益や公共の福祉に反するような他者に危害を与えうる行為を行うことは認められず無効とするという法原理である。英米法の法原理ではこれに反する契約や私的取引等の行為（againsts public policy）は無効とされる。